# Jindřich Hynek z Lipé
Jindřich Hynek z Lipé (ur. ?, zm. 26 sierpnia 1329 w Starym Brnie) – czeski rycerz, podkomorzy królewski w latach 1307–1309 i 1318–1329, najwyższy marszałek Królestwa Czech w latach 1310–1311 i 1315–1329, hetman ziemski morawski w latach 1319–1329, faworyt królowej Ryksy Elżbiety.

## Życiorys
Pochodził z Moraw. Był synem Chwała z Lipy. Należał do najbogatszych możnowładców Królestwa Czech w pierwszej połowie XIV wieku. Pod koniec XIII wieku przebywał w Królestwie Polskim, gdzie został wysłany w ramach służby dla dworu króla Wacława II.
W okresie wojen o tron czeski po wymarciu dynastii Przemyślidów był liderem opozycji antyhabsburskiej, stronnikiem Henryka Karynckiego. W 1310 roku opuścił jednak obóz króla co przyczyniło się do zwycięstwa cesarza i Luksemburgów. Początkowo należał do otoczenia nowego monarchy – Jana Luksemburskiego. Wspierał go zbrojnie jako dowódca w walce z buntującym się rycerstwem. Jego pozycja polityczna i popularność stała się jednak niebezpieczna dla dworu. W tym czasie stał się bliskim współpracownikiem Ryksy Elżbiety, z którą zbudował własne stronnictwo. W latach 1315–1316 z inspiracji królowej Elżbiety został pozbawiony przez Jana Luksemburskiego urzędów i uwięziony. Po 1318 roku przywrócony do łask. Odbudował wówczas swoją polityczną i materialną pozycję w Królestwie Czech. Został królewskim namiestnikiem na Morawach.

## Życie prywatne
W 1295 roku zawarł związek małżeński ze Scholastyką. Miał z nią czterech synów i trzy córki. W latach 1310–1329 związany romansem z Ryksą Elżbietą, wdową po królach Wacławie II i Rudolfie I Habsburgu.
Pochowany został obok Ryksy Elżbiety w bazylice Wniebowzięcia Maryi Panny w Brnie.